# Flughafen Schwerin-Parchim
Flughafen Schwerin-Parchim, eller Parchim International Airport (IATA: SZW, ICAO: EDOB), er en regional lufthavn ved byen Parchim i delstaten Mecklenburg-Vorpommern i Tyskland.

## Historie
I 1934 åbnede området med en græsbane og den blev brugt til svævefly. Allerede samme år startede diskussionerne om en udvidelse. Dette blev vedtaget og i 1937 stod en asfaltbane og nye bygninger klar. Indtil krigen blev den brugt som kommerciel lufthavn. Da 2. verdenskrig startede udstationerede Luftwaffe en del enheder på stedet. Blandet andet var Messerschmitt Me 163 Komet, Messerschmitt Me 262 og Heinkel He 111 placeret i Parchim. Men april 1945 blev hele anlægget bombet i stykker af U.S. Army Air Forces.
Allerede 4 år efter krigen havde Sovjetunionen genopbygget basen og de placerede tunge bombefly på stedet. Senere forsvandt bombeflyene og flere enheder med kamphelikoptere indtog Flughafen Schwerin-Parchim. Her var de indtil 1990 hvor Tyskland blev genforenet.
Den 13. november 1992 blev det besluttet at nedlægge basen som militær installation, og allerede 14 dage efter var der gang i privat flyvning fra pladsen. Der blev lavet et offentligt ejet selskab med delstaten Mecklenburg-Vorpommern som største aktionær, der skulle drive lufthavnen. I 1994 blev landingsbanen renoveret og den 30. marts 1998 blev en helt ny terminalbygning indviet, og chartertrafikken begyndte at indtage lufthavnen. I 2000 kom den første internationale fragtrute til Parchim.
I 2005 overtog Landkreis Parchim rollen som operatør for lufthavnen. De besluttede at fra 2006 skulle stedet satse med på luftfragt. Det skete fordi det var svært at drive lufthavnen med passagerflyvninger, da den lå lige imellem storbyerne Hamborg og Berlin. I disse 2 byer havde lufthavnene restriktioner med natflyvning, og det gjorde Parchim ideel til fragtflyvning da der her kunne flyves døgnet rundt. Siden efteråret 2006 har tyske Bundeswehr brugt lufthavnen til regelmæssig transport af materiel og personel til krigen i Afghanistan. Samme år blev en ny fragtterminal på 3.000 m² indviet.
Firmaet LinkGlobal Logistics Group fra Beijing overtog 1. juli 100% af aktierne i lufthavnen for 30 millioner €. Dette har bevirket at der fra 2007 kom flere direkte fragtruter til blandt andet Zhengzhou i Kina.